# Bike Rio

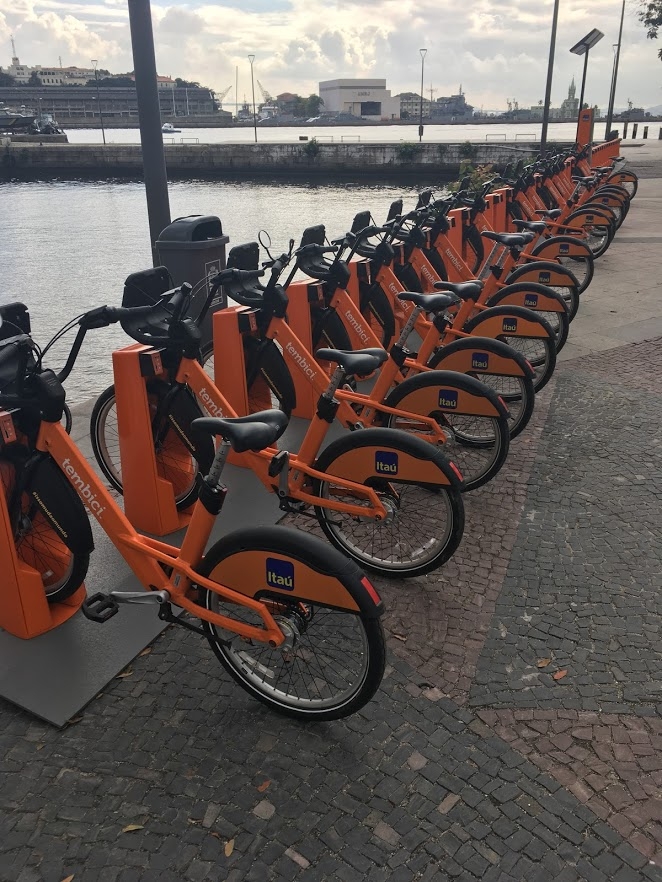
Bike Itaú

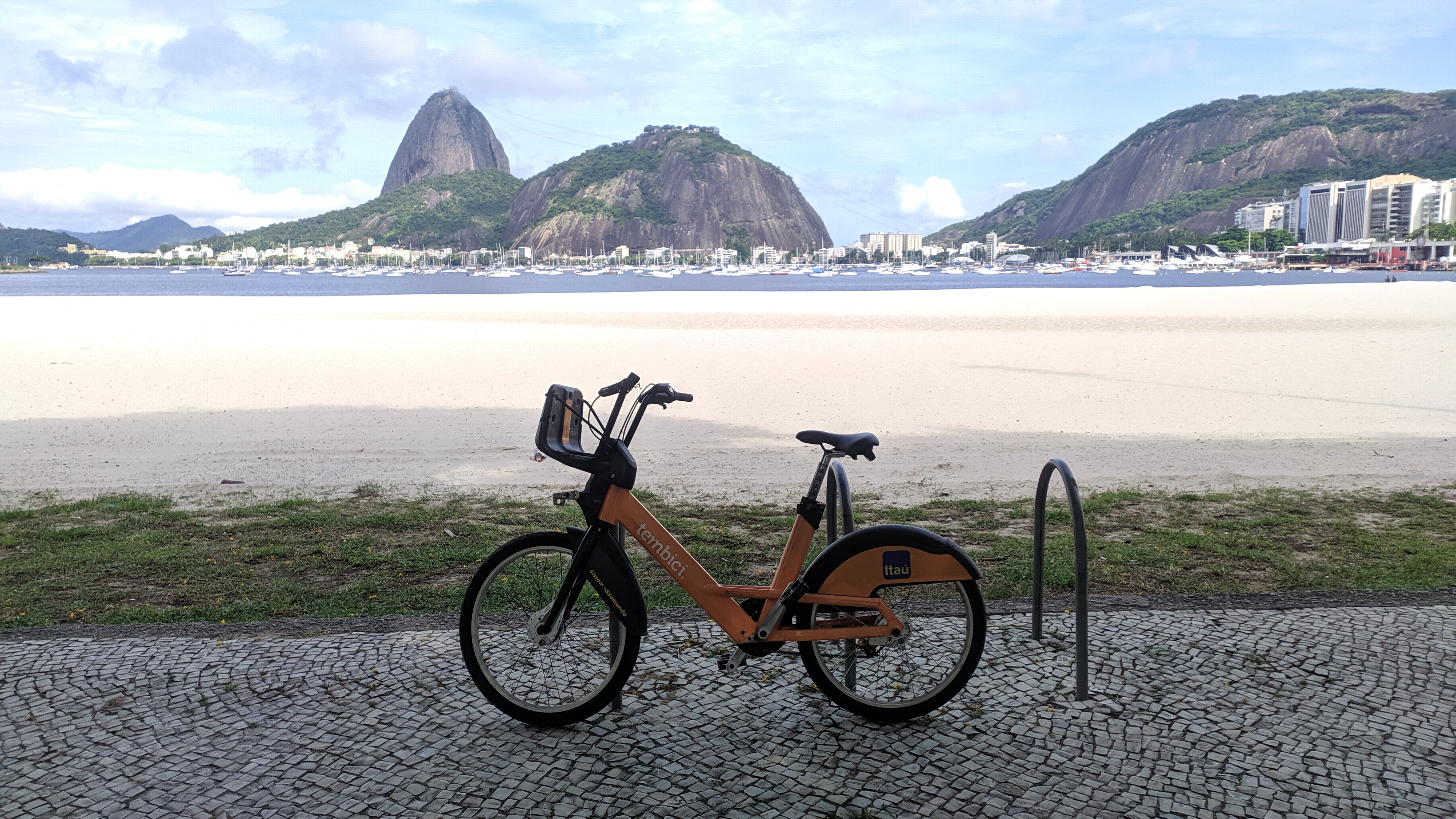
Bicicleta Bike Rio

Bike Rio é o sistema de bicicletas públicas implantado na cidade o Rio de Janeiro. O sistema foi lançado em outubro de 2011, através de um edital da Prefeitura do Rio de Janeiro com patrocínio do Banco Itaú, sendo operado inicialmente pela concessionária Serttel e atualmente pela Tembici. O sistema conta com mais de 2.600 bicicletas disponíveis em 260 estações espalhadas nos principais bairros da zona sul, zona norte, zona oeste e centro da Capital.
O sistema operado pela Serttel foi substituído em 20 de fevereiro de 2018 pelo novo sistema de bicicletas operada pela Tembici. A tecnologia utilizada atualmente é fornecida pela empresa canadense PBSC Urban Solutions, líder mundial em mobilidade urbana.

## Operação
As estações funcionam alimentadas por painéis de energia solar e usam travas e pinos de fixação como sistema de segurança, para dificultar o furto das bicicletas. As estações são interligadas por um sistema de comunicação sem fio, conectadas 24 horas por dia. A central de operação da Tembici monitora em tempo real toda a operação do sistema, garantindo a melhor distribuição das bicicletas nas estações, e realizando atendimento dos usuários via central de atendimento.
As bicicletas estão disponíveis todos os dias da semana, de 5h às 00h. Para usar o sistema compartilhado, é preciso preencher um cadastro pelo site ou App Bike Itaú, e adquirir um passe. O usuário pode optar pelo plano diário (válido por 24 horas), plano mensal ou o plano anual.

### Bairros Contemplados
Zona Sul:
- Botafogo
- Catete
- Copacabana
- Cosme Velho
- Flamengo
- Gávea
- Glória
- Humaitá
- Ipanema
- Jardim Botânico
- Lagoa
- Laranjeiras
- Leme
- Leblon
- São Conrado
- Urca

Zona Oeste:
- Barra da Tijuca
- Itanhangá
- Recreio dos Bandeirantes

Zona Central:
- Centro
- Cidade Nova
- Estácio
- Gamboa
- Santa Teresa
- Santo Cristo
- São Cristóvão
- Vasco da Gama

Zona Norte:
- Andaraí
- Grajaú
- Madureira
- Maracanã
- Tijuca
- Vila Isabel

## Galeria

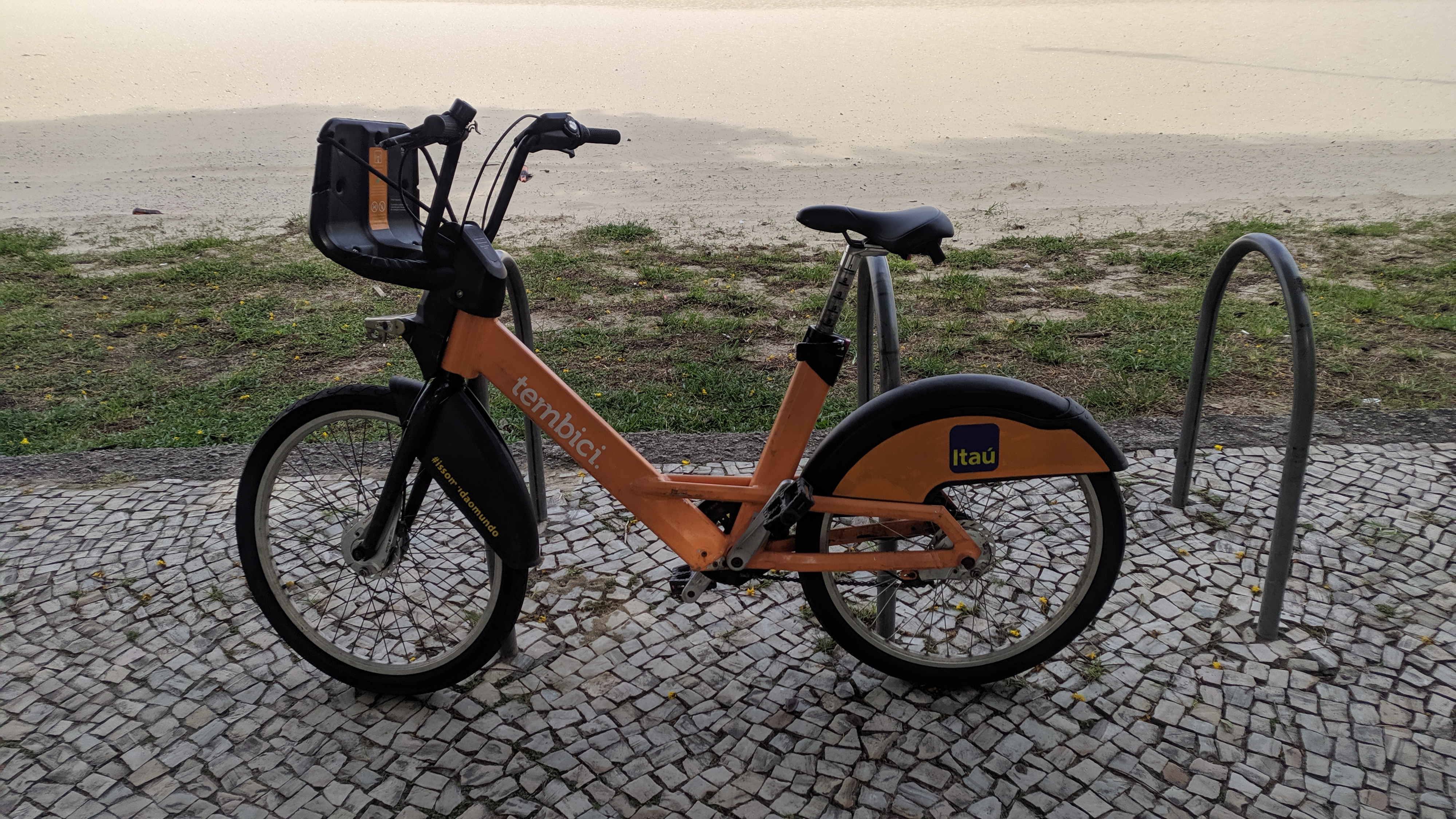
A bicicleta
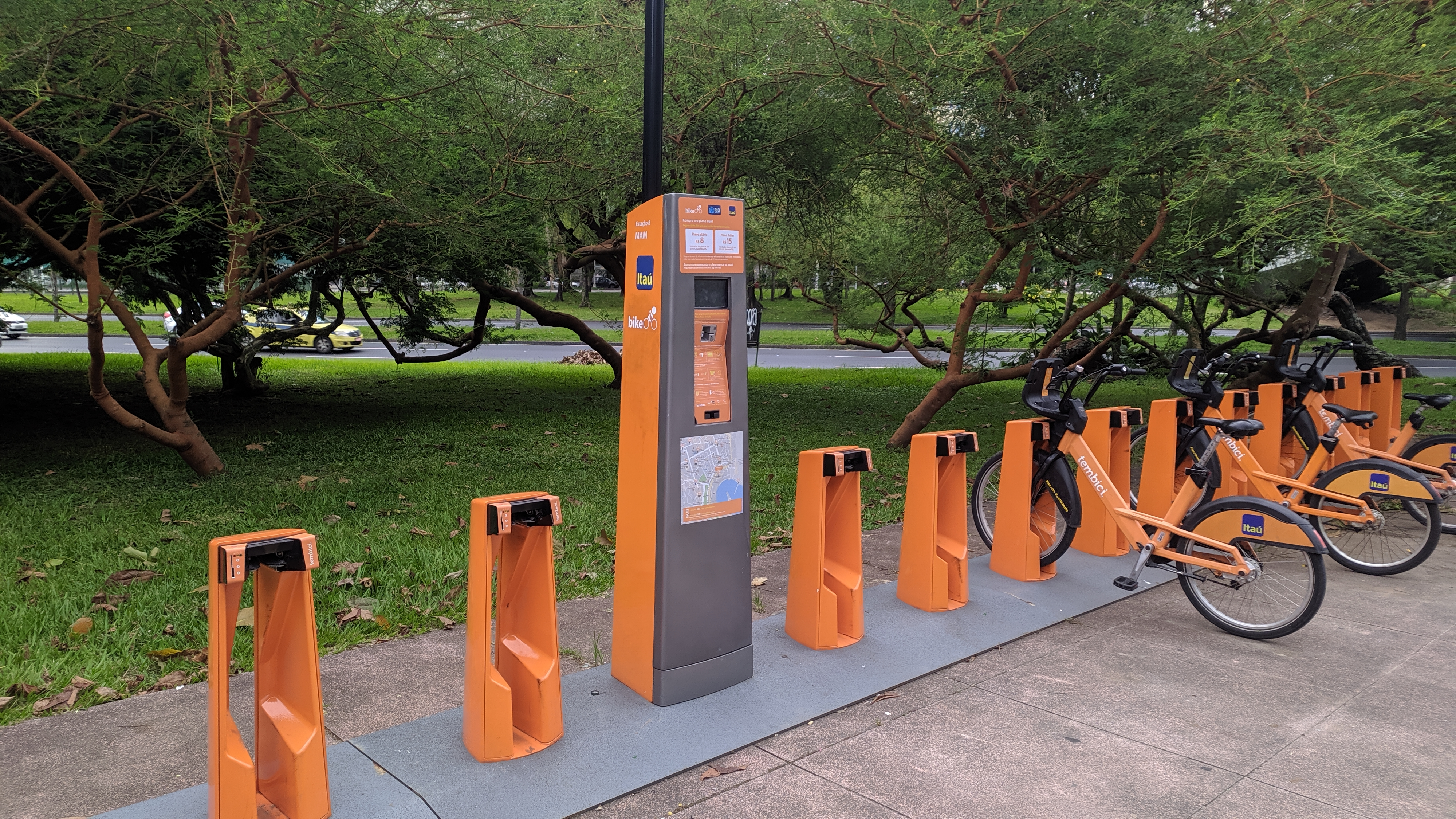
As estações
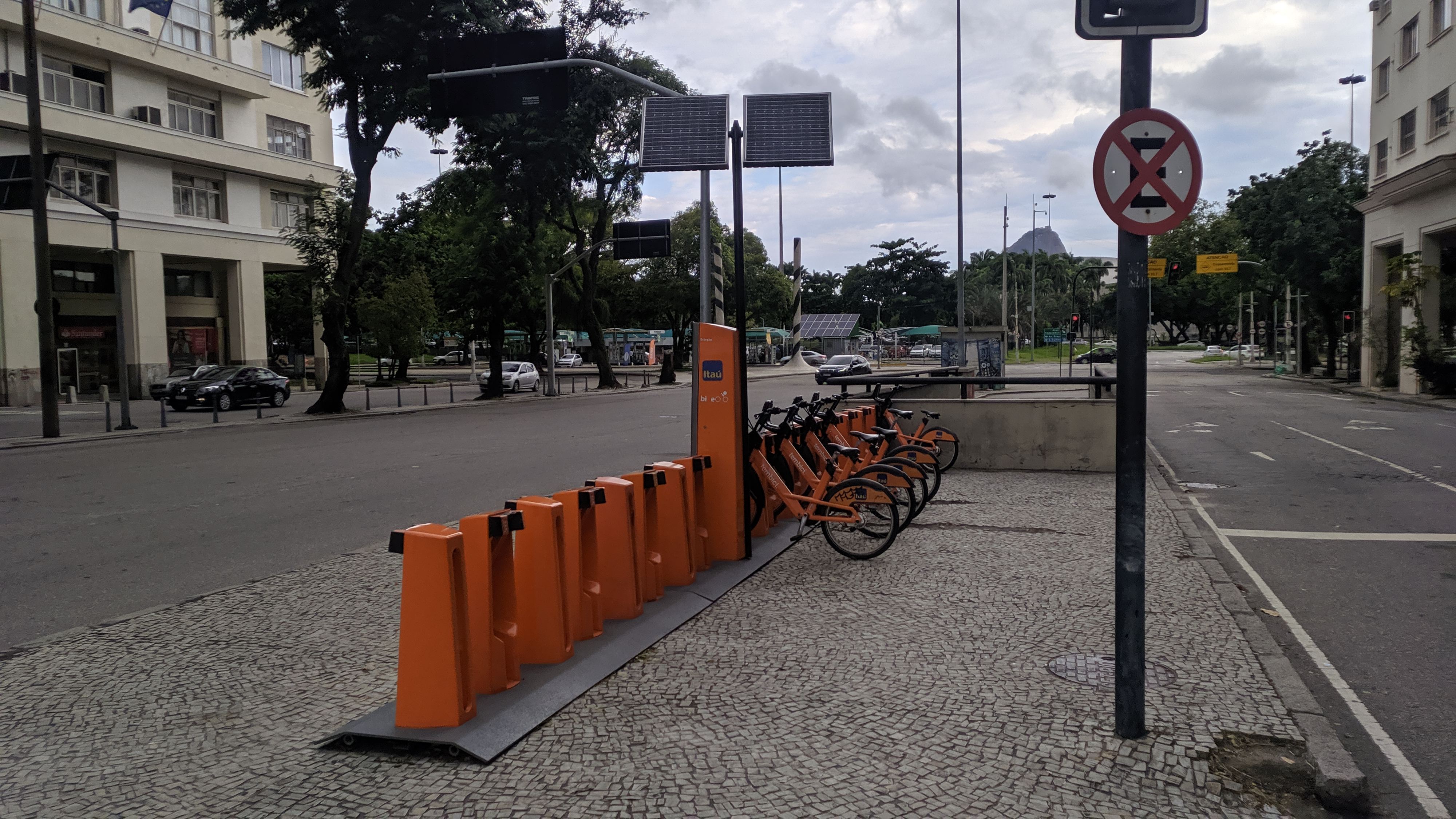
As estações